# 1203 هـ
1203 هـ هي سنة في التقويم الهجري امتدت مقابلةً في التقويم الميلادي بين سنتي 1788 و1789.

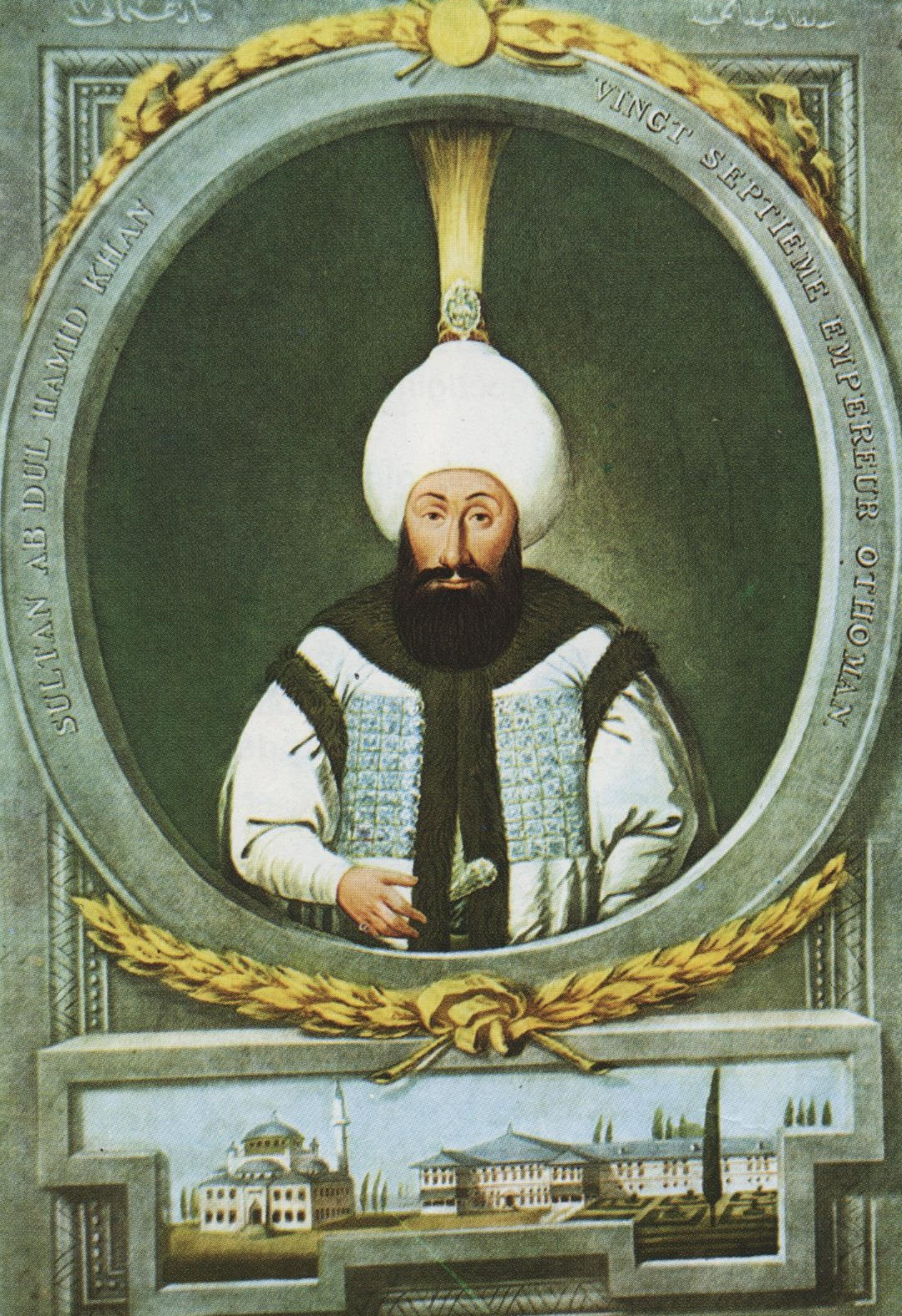
عبد الحميد الأول

## أحداث
- الإمام عبد العزيز بن محمد يعين حفيده عبد الله بن سعود خلفا لابنه سعود وبعض أفخاذ قبيلة بني خالد يقاتل في صف آل سعود.

## مواليد
- أحمد بن مشرف
- دولتشاه القاجاري
- هماكر

## وفيات
- عبد الحميد الأول
- عثمان باشا بابان
- فرانسوا جان دي شاتليه
- محمد أمين بن خير الله العمري